# Spenglerstein

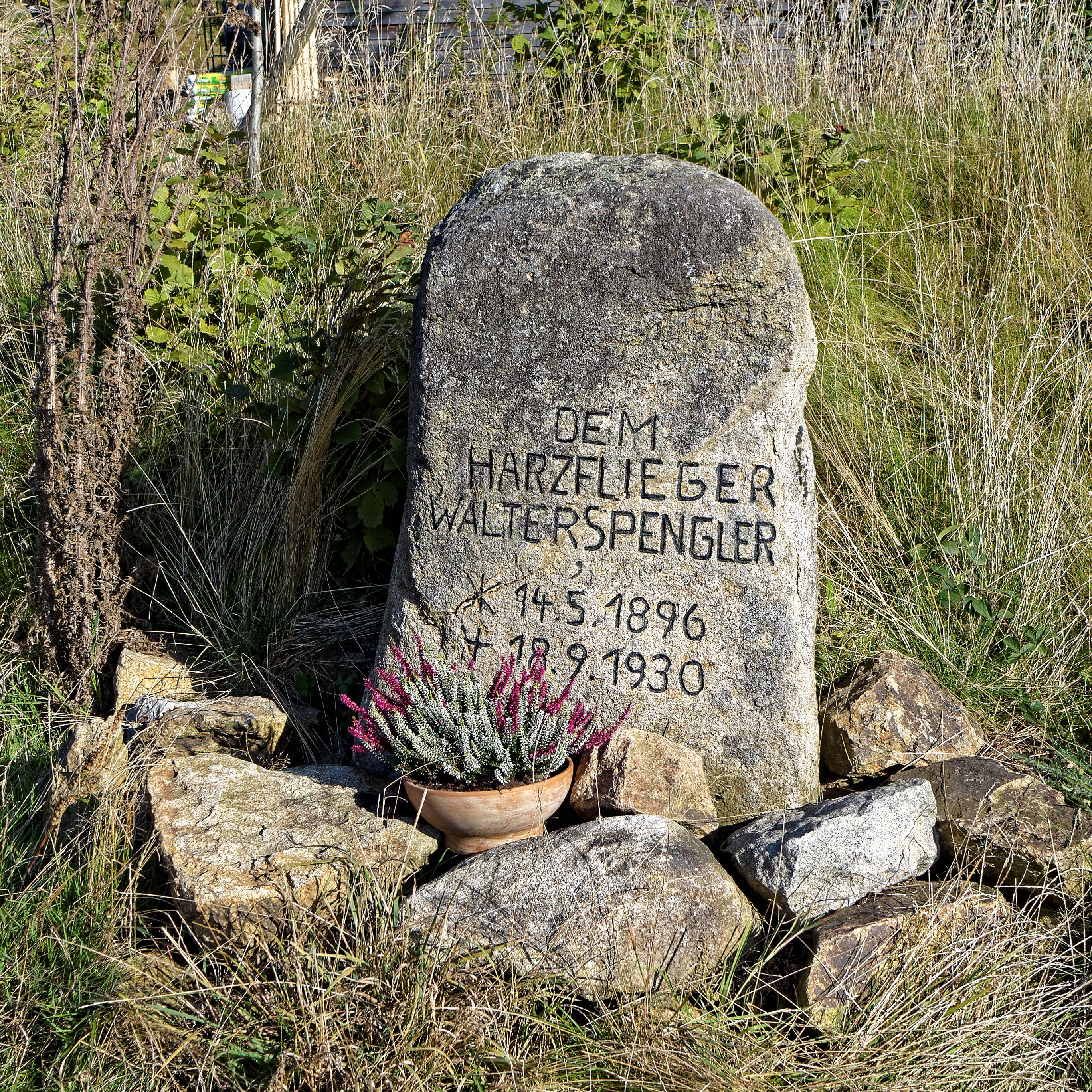
Spenglerstein, 2016

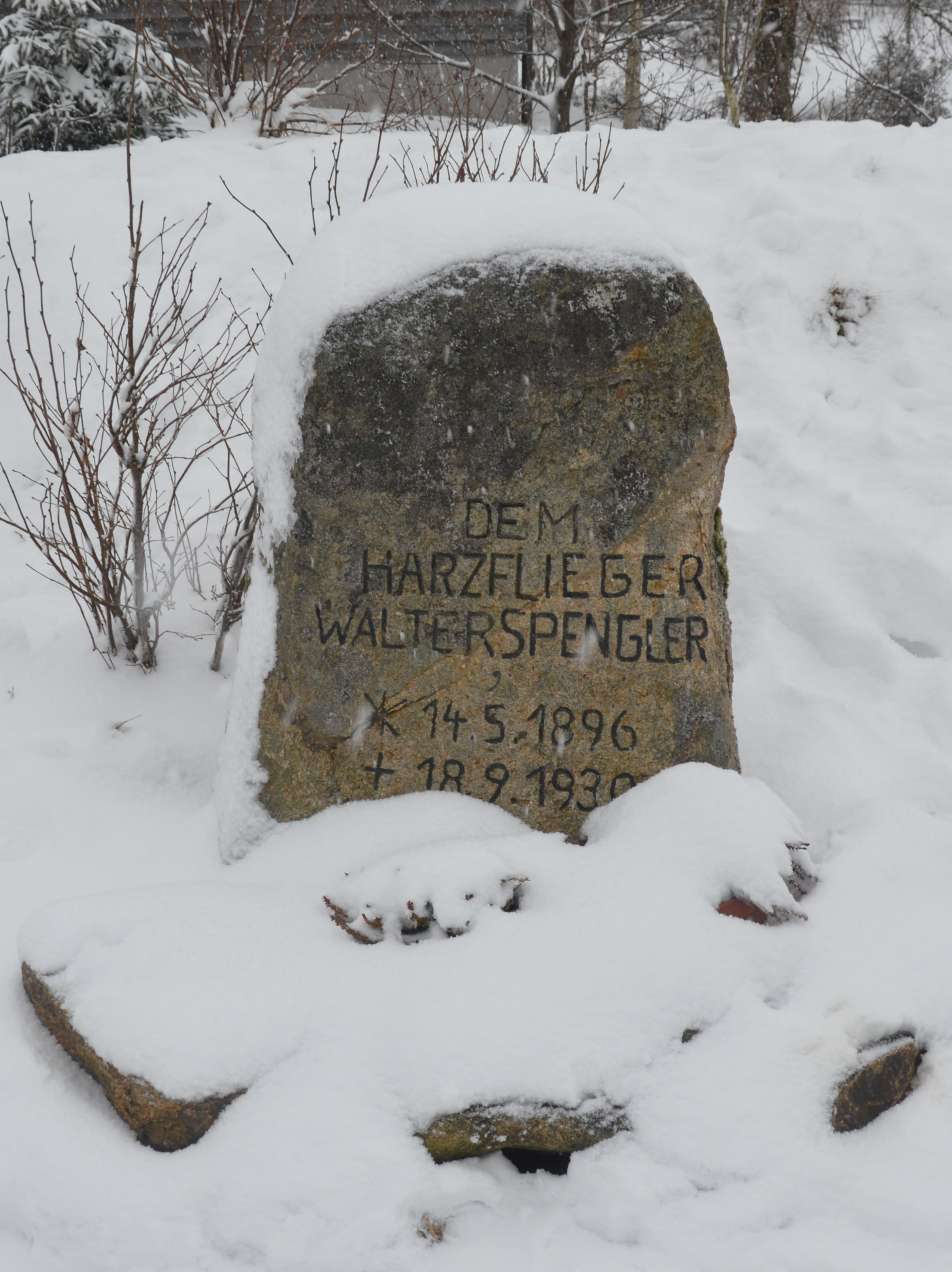
Februar 2018

Der Spenglerstein ist ein Gedenkstein für den Flugpionier Walter Spengler im Oberharz.

## Lage
Er befindet sich am südlichen Ortseingang der zum Ortsteil Altenau-Schulenberg im Oberharz der Stadt Clausthal-Zellerfeld gehörenden Siedlung Torfhaus. Der Stein befindet sich etwas östlich der Bundesstraße 4.

## Gestaltung und Geschichte
Der Spenglerstein wurde 1932, nach anderen Angaben 1931, für den 1930 umgekommenen Piloten Walter Spengler errichtet, der einige Zeit in Torfhaus lebte und hier auch ein Hotel betrieb. Spengler landete und startete in den 1920er Jahren mehrfach mit einem Flugzeug bei Torfhaus.
Der Stein wurde vom Bildhauer Sievers aus Bad Harzburg gestaltet und am von Spenglers Eltern geführten Hotel Wendt, dem sogenannten Brockenkrug, vor dem heutigen Besucherzentrum des Nationalpark Harz aufgestellt. Nach Ende des Zweiten Weltkriegs, bei dem Torfhaus und auch das Hotel weitgehend zerstört worden waren, wurde die durch den Ort führende Bundesstraße 4 deutlich verbreitert. In diesem Zusammenhang musste der Spenglerstein versetzt werden. Er wurde in ein Waldgebiet östlich von Torfhaus gebracht, wo er jedoch in Vergessenheit geriet. Der Nationalparkförster Ulrich Schulze und der Ortschronist Dirk Weddemar veranlassten dann im Jahr 2000 die Wiederaufstellung des Steins in der Ortslage von Torfhaus, an einem von Weddemar betriebenen Geschäft, dem sogenannten Knusperhäuschen. 2013 wurde am Standort des Steins dann jedoch das Ferienobjekt Torfhaus Harzressort errichtet. Der Spenglerstein wurde daher an seinem heutigen Standort südlich des Ressorts neu aufgestellt.
Der Stein trägt die Inschrift:
DEM

HARZFLIEGER

WALTER SPENGLER

* 14.5.1896

† 18.9.1930

Der Stein ist von kleineren Steinen gefasst.